# ديك إميري
ديك إميري (بالإنجليزية: Dick Emery)‏ هو ممثل بريطاني (وحمل سابقاً جنسية المملكة المتحدة لبريطانيا العظمى وأيرلندا)، ولد في 19 فبراير 1915 ببلومزبري في المملكة المتحدة، وتوفي في 2 يناير 1983 في المملكة المتحدة بسبب قصور القلب.

## وصلات خارجية
- ديك إميري على موقع IMDb (الإنجليزية)
- ديك إميري على موقع ميوزك برينز (الإنجليزية)
- ديك إميري على موقع أول موفي (الإنجليزية)
- ديك إميري على موقع قاعدة بيانات الأفلام السويدية (السويدية)
- ديك إميري على موقع ديسكوغز (الإنجليزية)
- ديك إميري على موقع قاعدة بيانات الفيلم (الإنجليزية)
- ديك إميري على موقع كينوبويسك (الروسية)